# Albert Eide Parr
Albert Eide Parr (15 de agosto de 1900 - 16 de julio de 1991) fue un biólogo marino, zoólogo y oceanógrafo nacido en Noruega. Parrosaurus missouriensis, una especie de dinosaurio lleva su nombre.
Albert Eide Parr nació y creció en Bergen, Noruega. Su padre, Thomas Johannes Lauritz Parr, era un profesor de la escuela de la catedral de Bergen. Eide Parr mantuvo una buena relación con Jörgen Brunchorst, naturalista y diplomático noruego quien fue director del museo de Bergen; gracias a esta amistad desarrolló un interés temprano en la biología marina. Estudió en la Universidad de Oslo (1921-24) y se graduó en 1925. Posteriormente trabajó como asistente de zoología en el museo de Bergen. En 1925, se casó con Ella Hage Hanssen (1900-1991), hija de Peder Hansen, quien era un miembro del Parlamento de Noruega.
Fue profesor de la Universidad de Yale y director del Museo Peabody de Historia Natural. Falleció en Wilder, Vermont en 1991 a los 90 años de edad.

## Obras seleccionadas
- A practical revision of the western Atlantic species of the genus Citharichthys – 1931
- The stomiatoid fishes of the suborder Gymnophotoderm  – 1927
- A Contribution To The Osteology And Classification Of The Orders Iniomi And Xenoberyces – 1929
- Revision of the species currently referred to Alepocephalus, Halisauriceps, Bathytroctes and Bajacalifornia – 1952
- A new genus of Searsidae from Japan – 1953
- Mostly About Museums - 1959
- The fishes of the family Searsidae – 1960